# ژورنال بین‌المللی سرطان
ژورنال بین‌المللی سرطان (انگلیسی: International Journal of Cancer) یک ژورنال پزشکی دربارهٔ پژوهش‌های سرطان‌شناسی (تجربی و بالینی) است که مقالاتش تحت داوری همتا قرار می‌گیرد. این ژورنال مقالات پژوهشی، بررسی‌های کوچک، گزارش‌های کوتاه و نامه‌هایی به سردبیر منتشر می‌کند. این مجله در سال ۱۹۶۶ تأسیس شد و توسط شرکت نشر جان وایلی و پسران منتشر می‌شود. بر پایهٔ گزارش استنادی مجلات، این ژورنال در ستا ۲۰۲۰ ضریب تأثیر ۷٫۳۹۶ داشت.